# Економіка Індонезії
Індонезія — аграрно-індустріальна країна. Економіка є змішаною економікою з дирижистськими характеристиками. Основні галузі промисловості: нафто- і газодобувна, текстильна, гірнича, цементна, хімічна, деревообробна, харчова та туризм. Основна роль в І. з урахуванням її острівного положення відіграє морський транспорт. Найбільші порти: Танджунгпріок (аванпорт Джакарти), Сурабая, Палембанг, Балікпапан.

## Історія

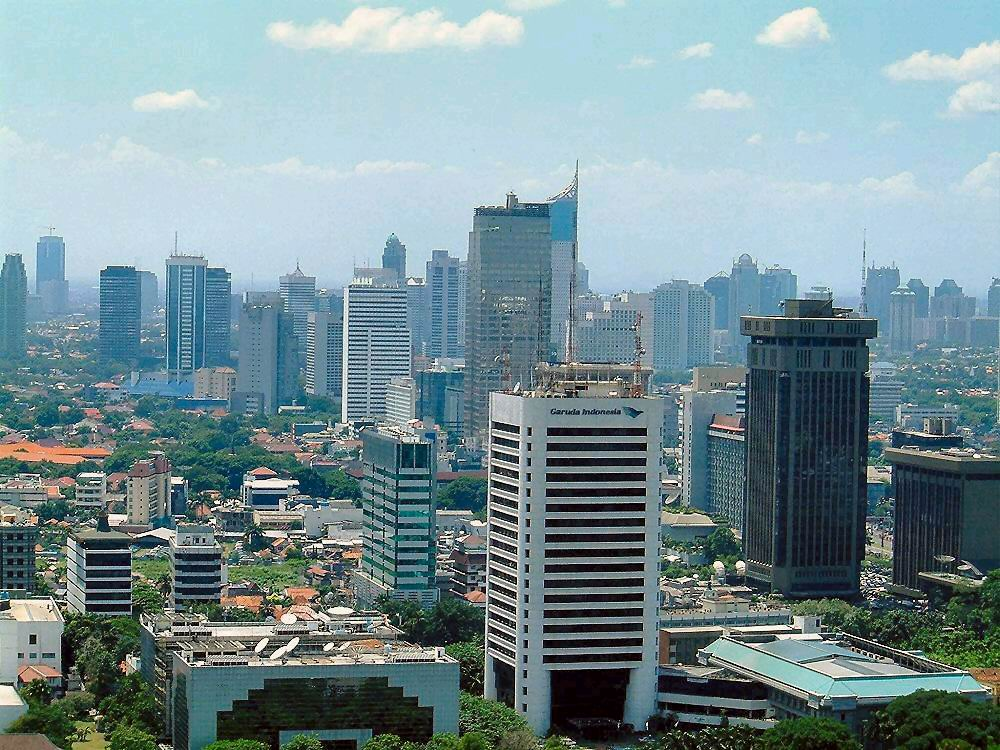
Фінансовий центр Джакарти

Після 1969 індонезійський уряд приступив до планового розвитку економіки на основі 25-літньої програми, яка включала п'ять п'ятирічних планів. Політична і економічна криза 1997—1998 привела до зриву сьомого п'ятирічного плану. Після 30 років стійкого економічного зростання індонезійська економіка у 1998 мала сильний спад. Але більшість експертів-економістів вважають, що в довгостроковій перспективі Індонезію чекає сприятливе майбутнє, основане на використанні багатих природних ресурсів. Частка агровиробництва у валовому внутрішньому продукті (ВВП) поступово скоротилася приблизно з 33 % на початку 1970-х років до 22 % в середині 1980-х років і до 16 % в 1997. Навпаки, частка промисловості зросла приблизно з 7 % в 1970 до 16 % в 1985 і до 25 % в 1997.
Особливо знизилася роль нафтогазової галузі, в якій у 1970-х роках створювалося в середньому 30 % ВВП і лише 14 % в 1990 і 6 % в 1997.
За останні 30 років отримали розвиток підприємства оптової і роздрібної торгівлі, транспорт, зв'язок, фінансові служби, різні професійні послуги, розширилася мережа готелів і ресторанів. Сфера послуг в середині 1990-х років забезпечувала від 35 до 41 % ВВП.
На межі ХХ-XXI ст. І. постачає на світовий ринок ряд важливих сировинних товарів, зокрема: нафту і природний газ (2/3 експортних прибутків), олово, нікелеві руди. Основа енергобалансу І. — нафта (бл. 80 %), а також природний газ (18,1 %). На кам. вугілля припадає всього 0,9 %, гідроенергію — 1,4 % ВВП.
За даними [Index of Economic Freedom, The Heritage Foundation, U.S.A. 2001]: ВВП — $ 198 млрд. Темп зростання ВВП — (-13,2 %). ВВП на душу населення — $ 972. Прямі закордонні інвестиції — $ 189 млн. Імпорт (мінеральні добрива, рис, цукор, фармацевтичні препарати, залізняк, засоби автоматизації, пластмаси, продукція хім. промисловості) — $ 71 млрд (г.ч. Японія — 15,7 %, Сінгапур — 11,6 %, Південна Корея — 8,3 %, США — 8 %, Німеччина — 6,3 %). Експорт (нафта, зріджений природний газ, олово, нікелеві руди, вугілля, лісоматеріали, каучук, кава) — $ 69 млрд (г.ч. Японія — 18,0 %, США — 15,6 %, Сінгапур — 10,6 %, Південна Корея — 6,6 %, Китай — 4,1 %).